# Neoblattella unifascia
Neoblattella unifascia es una especie de cucaracha del género Neoblattella, familia Ectobiidae.

## Distribución
Esta especie se encuentra en Guayana Francesa.